# Paranephelius
Paranephelius là một chi thực vật có hoa trong họ Cúc (Asteraceae).

## Loài
Chi Paranephelius gồm các loài: